# جوليان بوهلر
جوليان بوهلر هو لاعب كرة قدم سويسري في مركز الهجوم، ولد في 2 فبراير 1985 في سويسرا. لعب مع نادي ثون ونادي فينترتور.

## وصلات خارجية
- جوليان بوهلر على موقع قاعدة بيانات كرة القدم.إي يو (الإنجليزية)
- جوليان بوهلر على موقع عالم كرة القدم.نت (الإنجليزية)